# Ferry de Clugny
Ferry de Clugny (Autun, cerca de 1430 – Roma, 7 de outubro de 1483) foi um cardeal francês da Igreja Católica, que foi bispo de Tournai.

## Biografia
Filho mais velho de Henri de Clugny, conselheiro de João, Duque da Borgonha, senhor de Conforgien e de Joursenvault, e sua esposa, Pierrette Coullot, estudou na Universidade de Bolonha e obteve um doutorado em direito civil.
Foi conselheiro de Filipe III da Borgonha e mestre dos pedidos ordinários da corte do duque. Convidado pelo duque para ajudar, em nome do clero, na redação dos costumes do ducado da Borgonha, não pode cumprir as funções porque foi enviado para uma embaixada. Foi encarregado de várias embaixadas, nomeadamente a de Roma perante o Papa Calisto III em 1456, juntamente com Geoffroy de Toisy, senhor Mimeure; e mais tarde para Mântua, em 1459, com o duque de Clévez, perante o Papa Pio II, para planejar a guerra contra os turcos; também obteve do pontífice a ratificação e confirmação do Tratado de Arras e de tudo o que havia sido feito pelo Papa Eugênio IV e seus sucessores; enviou os atos para a câmara dos comptes de Bourgogne. Nesse mesmo ano, 1459, o duque concordou em promovê-lo às sés de Autun ou Mâcon, o que ficasse vago primeiro.
Foi um dos três embaixadores de Carlos, Duque da Borgonha junto do rei Luís XI de França em Melun em janeiro de 1465. Em 8 de novembro desse mesmo ano, ele obteve permissão do capítulo da Catedral de Autun para ter uma capela construída para ser seu sepulcro; a capela é agora chamada Chapelle dorée. Encarregado pelo Duque da Borgonha em 1468 de negociar a paz de Péronne e em 1473 a de Senlis. O duque de Borgonha nomeou-o chanceler de sua Ordem do Tosão de Ouro em 15 de setembro de 1473
Eleito bispo de Cavaillon pelo capítulo da catedral em 1467, mas esta eleição nunca foi confirmada. Já em 8 de outubro de 1473, com o consentimento do rei Luís XI de França, foi eleito bispo de Tournai. Recebeu a ordenação episcopal em 2 de janeiro de 1474, na Catedral de São Romualdo de Malinas, por Pierre de Ranchicourt, bispo de Arras, assistido por Guillaume Vasseur, bispo titular de Sarepta, por Jean de Boussies, bispo  titular de Dschebail, por Jacques, bispo titular de Julinensis, e por Godefroid Greveray, bispo de Dagnum.
Em julho de 1480, em Bruxelas, batizou Margarida, filha do arquiduque Maximiliano de Habsburgo, e de Maria, que herdou a Borgonha após a morte de seu pai Carlos em 1477.
Sabe-se que pode ter sido criado cardeal in pectore pelo Papa Paulo II em maio ou junho de 1471, mas esta criação não foi publicada por causa da morte do Papa. Foi criado cardeal pelo Papa Sisto IV no Consistório em 15 de maio de 1480, recebendo o título de cardeal-presbítero de São Vital. Em março ou maio de 1482, recebeu a diaconia de Santa Maria em Domnica in commendam e recebeu o chapéu vermelho em 10 de junho do mesmo ano, quando foi a Roma.
Morreu em 7 de outubro de 1483, de uma apoplexia, em Roma. No dia seguinte, foi sepultado na igreja de Santa Maria del Popolo, em Roma.